# Pellenes longimanus
Pellenes longimanus là một loài nhện trong họ Salticidae.
Loài này thuộc chi Pellenes. Pellenes longimanus được James Henry Emerton miêu tả năm 1913.